# Chris de Burgh

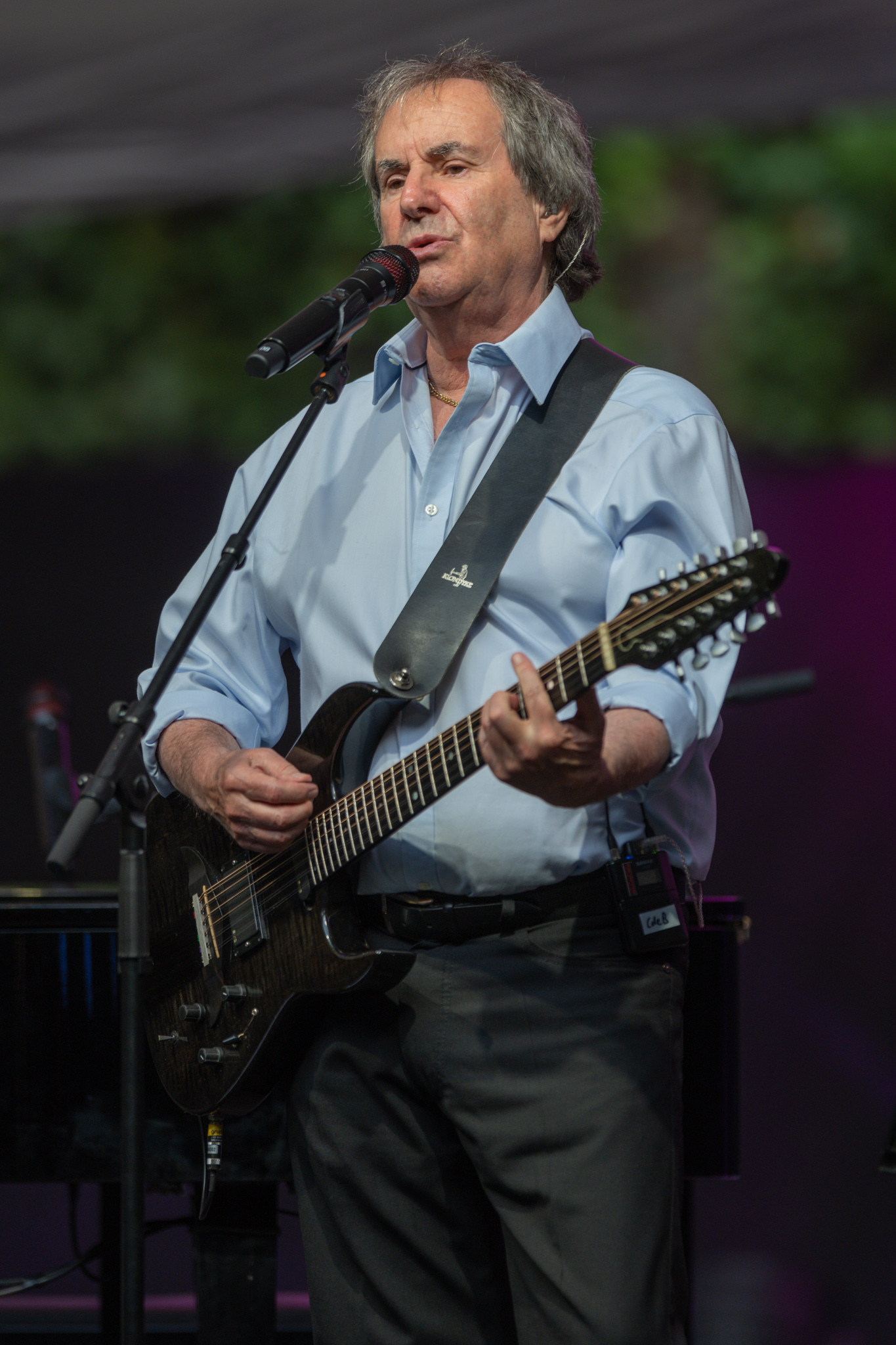
Chris de Burgh 2022 in Nürnberg

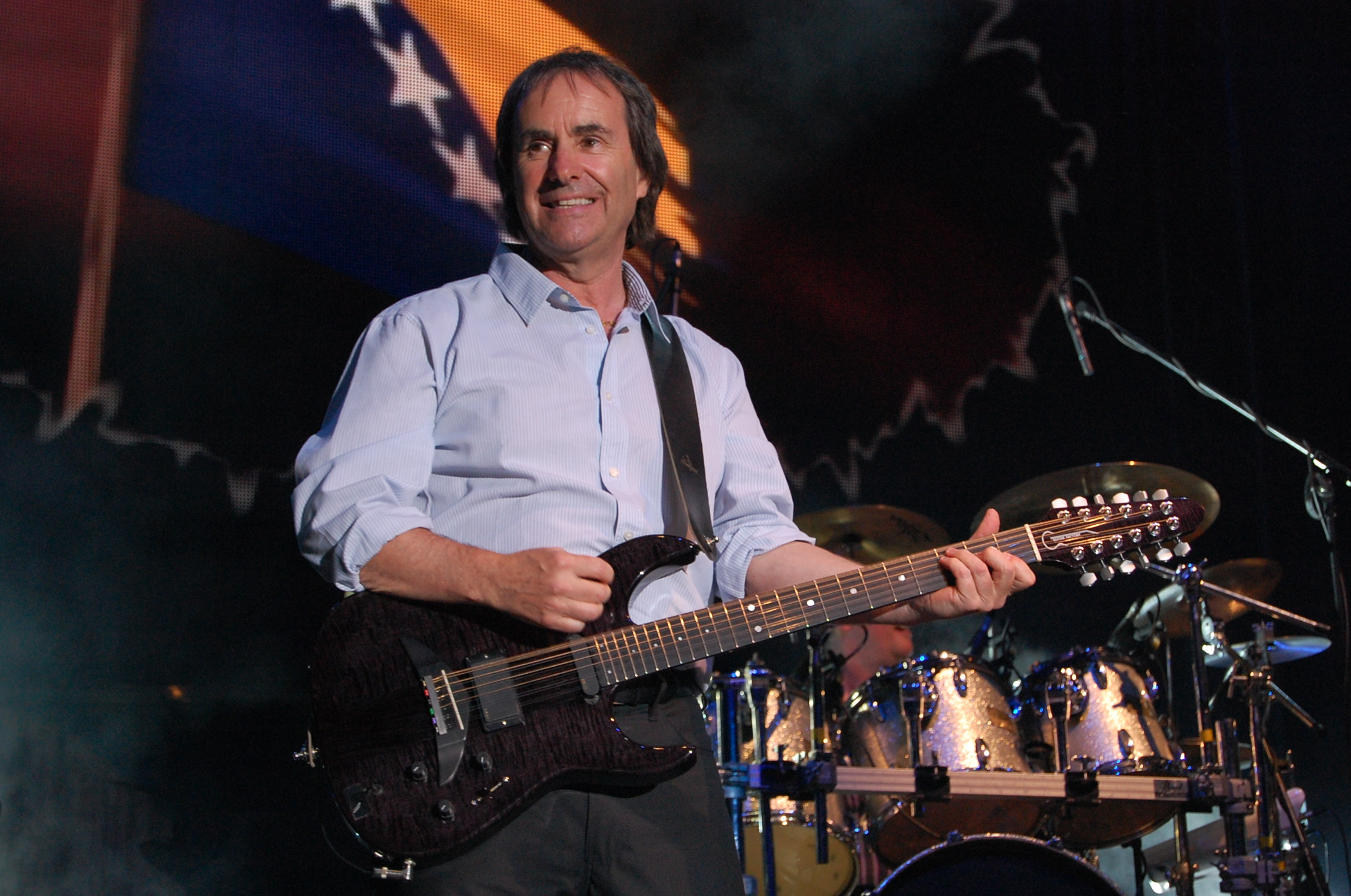
Chris de Burgh 2007 in Gymnich

Chris de Burgh (* 15. Oktober 1948 in Venado Tuerto, Argentinien; gebürtig Christopher John Davison) ist ein irischer Sänger und Komponist. Zu seinen größten Erfolgen zählen die Lieder The Lady in Red, Don’t Pay the Ferryman, Where Peaceful Waters Flow, Missing You (1988) und High on Emotion.

## Werdegang
Christopher John Davison wurde am 15. Oktober 1948 in Argentinien geboren. Sein Vater war ein britischer Diplomat, weshalb er als Kind einige Jahre im Ausland verbrachte. Nachdem die Familie Davison von 1947 bis 1959 unter anderem in Argentinien, Nigeria und Belgisch-Kongo gelebt hatte, kam Davison mit zwölf Jahren auf das Familienschloss, Bargy Castle im County Wexford im Südosten Irlands. Dort lernte er Gitarre spielen und ging zur Schule. Nach einem Internatsaufenthalt im Marlborough College studierte Davison von 1968 bis 1971 am Trinity College in Dublin Romanistik und Anglistik. An der Tür des Musikzimmers, in dem er immer Klavier spielte, hängt heute eine kleine Plakette, die darauf hinweist.
Nach mehreren kleineren Auftritten, solo und mit einer Band, ging Davison nach London, wo er 1972 seinen ersten Plattenvertrag bei A&M Records erhielt. Zu dieser Zeit nahm er den Geburtsnamen seiner Mutter Maeve Emily an und nannte sich von nun an Chris de Burgh. Die Wurzeln der Familie de Burgh – eines irisch-normannischen Adelsgeschlechts – reichen bis in das 12. Jahrhundert.
1974 brachte de Burgh sein Debüt-Album Far Beyond These Castle Walls heraus. Das darauf enthaltene Lied Turning Round (später umbenannt in Flying) war sein erster Hit und lag in Brasilien mehrere Wochen auf Platz eins der Hitparade. Ein Jahr später erschien das Album Spanish Train and Other Stories.
Sein Bekanntheitsgrad in Deutschland steigerte sich 1981 deutlich mit dem Erscheinen des Albums Best Moves (s. u.), welches durch mehrere Radiosender, unter anderem von Elke Heidenreich in der WDR-Sendung Unterhaltung am Wochenende, ausgiebig und sehr positiv vorgestellt wurde. Es folgten mehrere Tourneen (beispielsweise im Vorprogramm von Supertramp) Ende 1982 mit dem Album The Getaway und der Single Don’t Pay the Ferryman. Zwei Jahre später erreichte er mit der Singleauskopplung High on Emotion vom Album Man on the Line in zehn europäischen Ländern die Spitze der Hitparade. Beide Alben wurden von Rupert Hine produziert, der erheblich zum Erfolg dieser Alben beigetragen hat. 1986 folgte der Welthit Lady in Red, der sich acht Millionen Mal verkaufte und Nummer eins in über 20 Ländern wurde. Auch mit den nachfolgenden Studioalben Flying Colours (1988), Power of Ten (1992) und den begleitenden Tourneen konnte de Burgh weitere Erfolge verbuchen.
Ab Ende der 1990er Jahre ließ der kommerzielle Erfolg etwas nach, doch waren de Burghs Tourneen auch weiterhin stets gut besucht. Höhepunkte waren unter anderem seine Auftritte bei Holiday on Ice und sein Mitwirken bei der Nokia Night of the Proms im Jahr 2001. 2004 absolvierte Chris de Burgh auf seiner Road-to-Freedom-Tour in Deutschland zahlreiche Solo-Konzerte. Am 2. Juli 2005 spielte er im Rahmen von Live 8 vor der Siegessäule in Berlin. Im Jahr 2006 veröffentlichte er das Album The Storyman bei seiner eigenen, neugegründeten Plattenfirma Ferryman Productions.
Im März 2008 begann die Produktion des Kinofilms Through These Eyes zu dem de Burgh Buch, Soundtrack und Geld beitrug. Schon 1997 hatte er in dem Film How to Cheat in the Leaving Certificate einen Tankstellenwärter gespielt. Sein Studioalbum The Hands of Man erschien im Oktober 2014. Der im September 2016 veröffentlichte Nachfolger A Better World belegte in Deutschland Platz 7.
Gemeinsam mit Dennis Martin adaptierte de Burgh die Sage um Robin Hood für ein gleichnamiges Musical, das 2022 uraufgeführt wurde.
Im August 2024 veröffentlichte er seine Single It’s Never Too Late.

## Privates
Chris de Burgh lebt in Enniskerry, südlich der irischen Hauptstadt Dublin. Seit November 1978 ist er mit Diane Morley verheiratet. Sie haben drei Kinder: Die Tochter Rosanna (* 1984) sowie zwei Söhne (* 1988) und (* 1990). Das Lied For Rosanna aus dem Album Into the Light (1986) ist seiner Tochter gewidmet, die 17 Jahre später, im Jahr 2003, die Titel Miss Ireland und Miss World gewann. In dem Song Here For You vom Album The Road to Freedom (2004), der von den Gefühlen eines Elternteils handelt, dessen erwachsengewordenes Kindes in ein eigenes Leben aufbricht, übernahm Rosanna eine kleine Gesangsrolle. Den Song Just a Word Away vom Album Flying Colours (1988) widmete de Burgh seinem Sohn Hubert.

## Lieder
Chris de Burgh erzählt in seinen Liedern meist Geschichten und Sagen, Märchen und „Fantasy Stories“. Mehrere Lieder enthalten Allegorien auf den Tod (Don’t Pay the Ferryman, 1982; Spanish Train, 1975). Manche Lieder sind auch der reinen Komik verpflichtet (Patricia the Stripper, 1975; The Record Company Bash, 1980; A Night on the River, 1988). Bis Ende der 1980er Jahre fanden sich auf de Burghs Alben immer wieder kleine „Rockopern“, wie auf dem Album Into the Light die Liedtrilogie The Leader, The Vision und What About Me?, im offiziellen Video als The Leader Trilogy bezeichnet, die oftmals über zehn Minuten Länge besaßen. Mit dem Album The Storyman kehrte er wieder zu dieser Form zurück (The Mirror of the Soul).
Viele seiner Lieder sind autobiographisch. Das Lied Brazil (1977) entstand unmittelbar nach seiner ersten Rückkehr nach Südamerika, seit er den Kontinent als Kind verlassen hatte. In Perfect Day (1977) wird von einem Picknick mit de Burghs damaliger Freundin Diane und ihren Freunden Paul und Susan erzählt. Paul Tullio, der 2015 verstarb, war ein Studienfreund vom Trinity College und bis zu seinem Tod einer der engsten Freunde von Chris de Burgh. Susan Morley ist Dianes Schwester. Das in Perfect Day beschriebene Picknick hat im Sommer 1976 tatsächlich stattgefunden. Ende 1975 heirateten Paul Tullio und Susan Morley, und de Burgh widmete ihnen das Lied In a Country Churchyard. Entgegen der landläufigen Meinung ist nicht das Lied The Lady in Red für Diane, sondern das aus dem Jahr 1979 stammende Something Else Again.
Mehrere Lieder von Chris de Burgh handeln auch vom Nordirlandkonflikt (I’m Counting On You, 1982) oder dem Falklandkrieg (Borderline, 1982). Das Lied The Getaway (1982) ist die Auseinandersetzung mit dem Tod des IRA-Aktivisten Bobby Sands, der 1981 im Gefängnis nach einem Hungerstreik starb.
Auch irische Geschichte wie der Osteraufstand (Revolution) wird thematisiert.

## Diskografie
Studioalben

| Jahr | Titel                           | Höchstplatzierung, Gesamtwochen, AuszeichnungChartplatzierungen (Jahr, Titel, Platzierungen, Wochen, Auszeichnungen, Anmerkungen) | Höchstplatzierung, Gesamtwochen, AuszeichnungChartplatzierungen (Jahr, Titel, Platzierungen, Wochen, Auszeichnungen, Anmerkungen) | Höchstplatzierung, Gesamtwochen, AuszeichnungChartplatzierungen (Jahr, Titel, Platzierungen, Wochen, Auszeichnungen, Anmerkungen) | Höchstplatzierung, Gesamtwochen, AuszeichnungChartplatzierungen (Jahr, Titel, Platzierungen, Wochen, Auszeichnungen, Anmerkungen) | Höchstplatzierung, Gesamtwochen, AuszeichnungChartplatzierungen (Jahr, Titel, Platzierungen, Wochen, Auszeichnungen, Anmerkungen) | Höchstplatzierung, Gesamtwochen, AuszeichnungChartplatzierungen (Jahr, Titel, Platzierungen, Wochen, Auszeichnungen, Anmerkungen) | Anmerkungen                              |
| Jahr | Titel                           | DE | AT | CH | UK | US | IE | Anmerkungen                              |
| ---- | ------------------------------- | --- | --- | --- | --- | --- | --- | ---------------------------------------- |
| 1974 | Far Beyond These Castle Walls   | — | — | — | — | — | — | Erstveröffentlichung: 1974               |
| 1975 | Spanish Train and Other Stories | — | — | — | UK78 (3 Wo.)UK | — | — | Erstveröffentlichung: 1. November 1975   |
| 1977 | At the End of a Perfect Day     | — | — | — | — | — | — | Erstveröffentlichung: 1. August 1977     |
| 1979 | Crusader                        | — | — | — | UK72 (1 Wo.)UK | — | — | Erstveröffentlichung: 2. Januar 1979     |
| 1980 | Eastern Wind                    | — | — | — | — | — | — | Erstveröffentlichung: 11. November 1980  |
| 1982 | The Getaway                     | DE1 Platin · (58 Wo.)DE | AT3 (14 Wo.)AT | — | UK30 (16 Wo.)UK | US43 (22 Wo.)US | — | Erstveröffentlichung: 29. September 1982 |
| 1984 | Man on the Line                 | DE1 Platin · (52 Wo.)DE | AT9 (12 Wo.)AT | CH1 (38 Wo.)CH | UK11 Silber · (24 Wo.)UK | US69 (19 Wo.)US | — | Erstveröffentlichung: 7. Mai 1984        |
| 1986 | Into the Light                  | DE2 ×2Doppelplatin · (62 Wo.)DE                                                                                                   | AT19 (6 Wo.)AT | CH2 (34 Wo.)CH | UK2 ×2Doppelplatin · (59 Wo.)UK                                                                                                   | US25 Gold · (32 Wo.)US | — | Erstveröffentlichung: 26. Mai 1986       |
| 1988 | Flying Colours                  | DE2 Platin · (58 Wo.)DE | — | CH2 Gold · (24 Wo.)CH | UK1 Platin · (30 Wo.)UK | — | — | Erstveröffentlichung: 30. September 1988 |
| 1992 | Power of Ten                    | DE1 Gold · (31 Wo.)DE | AT29 (6 Wo.)AT | CH3 Gold · (20 Wo.)CH | UK3 Gold · (10 Wo.)UK | — | — | Erstveröffentlichung: 2. April 1992      |
| 1994 | This Way Up                     | DE4 Gold · (19 Wo.)DE | AT37 (1 Wo.)AT | CH5 Gold · (17 Wo.)CH | UK5 Silber · (8 Wo.)UK | — | — | Erstveröffentlichung: 19. Mai 1994       |
| 1995 | Beautiful Dreams                | — | — | — | — | — | — | Erstveröffentlichung: 27. Oktober 1995   |
| 1999 | Quiet Revolution                | DE6 Gold · (16 Wo.)DE | — | CH10 (9 Wo.)CH | UK23 (5 Wo.)UK | — | — | Erstveröffentlichung: September 1999     |
| 2002 | Timing Is Everything            | DE12 (7 Wo.)DE | — | CH18 (7 Wo.)CH | UK41 (1 Wo.)UK | — | — | Erstveröffentlichung: 16. September 2002 |
| 2004 | The Road to Freedom             | DE5 Gold · (18 Wo.)DE | AT39 (7 Wo.)AT | CH22 (9 Wo.)CH | UK75 (1 Wo.)UK | — | — | Erstveröffentlichung: 8. März 2004       |
| 2006 | The Storyman                    | DE8 (10 Wo.)DE | — | CH28 (6 Wo.)CH | UK38 (2 Wo.)UK | — | — | Erstveröffentlichung: 9. Oktober 2006    |
| 2008 | Footsteps                       | DE9 Platin · (34 Wo.)DE | AT38 (6 Wo.)AT | CH22 Gold · (17 Wo.)CH | UK4 Silber · (6 Wo.)UK | — | IE22 (6 Wo.)IE | Erstveröffentlichung: 21. November 2008  |
| 2010 | Moonfleet & Other Stories       | DE3 Gold · (25 Wo.)DE | AT42 (2 Wo.)AT | CH31 (11 Wo.)CH | UK25 (2 Wo.)UK | — | IE33 (2 Wo.)IE | Erstveröffentlichung: 15. Oktober 2010   |
| 2011 | Footsteps 2                     | DE10 Gold · (18 Wo.)DE | AT44 (3 Wo.)AT | CH3 (18 Wo.)CH | UK38 (2 Wo.)UK | — | — | Erstveröffentlichung: 14. Oktober 2011   |
| 2012 | Home                            | DE15 (11 Wo.)DE | AT48 (2 Wo.)AT | CH19 (5 Wo.)CH | UK92 (1 Wo.)UK | — | — | Erstveröffentlichung: 7. Oktober 2012    |
| 2014 | The Hands of Man                | DE8 (12 Wo.)DE | AT37 (1 Wo.)AT | CH22 (4 Wo.)CH | UK71 (1 Wo.)UK | — | IE45 (1 Wo.)IE | Erstveröffentlichung: 20. Oktober 2014   |
| 2016 | A Better World                  | DE7 (8 Wo.)DE | AT49 (1 Wo.)AT | CH17 (11 Wo.)CH | UK60 (1 Wo.)UK | — | — | Erstveröffentlichung: 23. September 2016 |
| 2021 | The Legend of Robin Hood        | DE7 (10 Wo.)DE | AT26 (1 Wo.)AT | CH15 (7 Wo.)CH | — | — | — | Erstveröffentlichung: 3. September 2021  |

grau schraffiert: keine Chartdaten aus diesem Jahr verfügbar